# Congresso Beja
O Congresso Beja ou Congresso dos Bejas é um movimento político e militar no leste do Sudão que representa o povo beja, sendo contrário ao centralismo do governo sudanês.

## Histórico
Em 1957, intelectuais bejas liderados por Taha Osman Bileya fundaram o Congresso Beja, que defendia maior autonomia regional para os bejas. Nas eleições democráticas de 1965, a organização conquistou vários assentos parlamentares para o período de governo de 1965-1969. Durante o regime de Yaffar al Numeiry, de 1969 a 1984, o Congresso Beja permaneceu superficialmente inativo, mas continuou a recrutar membros e a mobilizar a população no leste do Sudão. O Congresso Beja fez parte da oposicionista Aliança Nacional Democrática a partir de 1995.
Na década de 1990, o Congresso Beja iniciou uma luta armada em resposta à crescente repressão governamental. Instalações governamentais, como o oleoduto estrategicamente importante de Cartum ao Porto Sudão  que atravessa o território dos bejas até o Mar Vermelho, foram atacadas repetidamente.
Quando um acordo de paz entre o governo e os rebeldes do Exército de Libertação do Povo Sudanês encerrou a guerra de secessão sul-sudanesa em 2005 e ofereceu ao Sudão do Sul a perspectiva de autonomia ou possivelmente independência, isso também alimentou esperanças de mais autonomia regional em outras partes do país. No oeste do Sudão, o conflito de Darfur eclodiu abertamente. O Congresso Beja aliou-se à organização rebelde Exército/Movimento de Libertação do Sudão em Darfur. O Congresso de Beja, a organização Leões Livres de Rashaida e o Movimento pela Justiça e Igualdade em Darfur uniram forças para formar a “Frente Oriental”. Ao mesmo tempo que eclodiu o conflito de Darfur, os ataques às instalações governamentais no leste do Sudão também se intensificaram. Temeu-se uma escalada aberta do conflito latente no leste do Sudão, mas não ocorreu.
A partir do início de 2006, negociações de paz ocorreram na Eritreia entre o governo e os rebeldes do leste do Sudão, com um tratado de paz sendo assinado em 14 de outubro de 2006.
Entretanto, os termos do acordo não foram cumpridos, o que conduziria a novos confrontos contra o governo. Ademais, diferenças e conflitos surgiram dentro do Congresso Beja, e o partido, que atualmente está desarmado, foi dividido em muitas entidades.